# Egg an der Günz
Egg an der Günz är en kommun och ort i Landkreis Unterallgäu i Regierungsbezirk Schwaben i förbundslandet Bayern i Tyskland.
Kommunen ingår i kommunalförbundet Babenhausen tillsammans med köpingen Babenhausen och kommunerna Kettershausen, Kirchhaslach, Oberschönegg och Winterrieden.